# フェイス・キピエゴン
フェイス・キピエゴン（Faith Kipyegon、1994年1月10日 - ）は、ケニアの陸上競技選手。専門は中距離走の1500メートル競走で、同種目の世界記録保持者で、5000mの世界記録保持者だった。

## 経歴
2012年ロンドンオリンピックの陸上競技・1500メートル競走で、4分08秒78で16位だった。
2016年リオデジャネイロオリンピックの陸上競技・1500メートル競走で、4分8秒92で金メダルを獲得した。
2018年6月、第1子となる女児を出産した。
2020年東京オリンピックの陸上競技・1500メートル競走で、3分53秒11のオリンピック記録で金メダルを獲得した。
2023年6月2日、フィレンツェで開催された2023年ダイヤモンドリーグ・ゴールデンガラ1500メートル競走で3分49秒11の世界新記録で優勝した。従来の記録はゲンゼベ・ディババの3分50秒07だった。更に翌週のパリ大会では5000mで14分05秒20の世界新記録（当時）で優勝した。従来の記録はレテセンベト・ギデイの14分06秒62だった。
2024年7月7日、ダイアモンドリーグパリ大会の女子1500メートル競走で、3分49秒04の世界新記録を樹立した。従来の記録は昨年自身が記録した3分49秒11だった。

## 主要大会での成績
| 年   | 大会                         | 会場                       | 結果 | 補足       |
| ---- | ---------------------------- | -------------------------- | ---- | ---------- |
| 2012 | ロンドンオリンピック         | イギリス、ロンドン         | 16位 | 4:08.78    |
| 2013 | 2013年世界陸上競技選手権大会 | ロシア、モスクワ           | 5位  | 4:05.08    |
| 2014 | 2014年コモンウェルスゲームズ | イギリス、グラスゴー       | 1位  | 4:08.94    |
| 2014 | アフリカ陸上競技選手権大会   | モロッコ、マラケシュ       | 5位  | 4:13.46    |
| 2015 | 2015年世界陸上競技選手権大会 | 中華人民共和国、北京       | 2位  | 4:08.96    |
| 2016 | リオデジャネイロオリンピック | ブラジル、リオデジャネイロ | 1位  | 4:08.92    |
| 2017 | 2017年世界陸上競技選手権大会 | イギリス、ロンドン         | 1位  | 4:02.59    |
| 2019 | 2019年世界陸上競技選手権大会 | カタール、ドーハ           | 2位  | 3:54.22 NR |
| 2021 | 東京オリンピック             | 日本、東京                 | 1位  | 3:53.11 OR |
| 2022 | 2022年世界陸上競技選手権大会 | アメリカ合衆国、ユージーン | 1位  | 3:52.96    |
| 2023 | 2023年世界陸上競技選手権大会 | ハンガリー、ブダペスト     | 1位  | 3:54.87    |
| 2024 | パリオリンピック             | フランス、パリ             | 1位  | 3:51.29 OR |